# 多松乡
多松乡，是中华人民共和国青海省黄南藏族自治州河南蒙古族自治县下辖的一个乡镇级行政单位。

## 行政区划
多松乡下辖以下地区：
拉让牧委会、多松牧委会和夏日达哇牧委会。